# Revista del Jardín Botánico Nacional
La Revista del Jardín Botánico Nacional, (abreujat Revista Jard. Bot. Nac. Univ. Habana), és una revista científica amb il·lustracions i descripcions botàniques que és publicada a Cuba per la Universitat de l'Havana des de 1980, amb el nom de Revista del Jardín Botanico Nacional, Universidad de la Habana.